# تشارلز هاستنغز (طبيب إنجليزي)

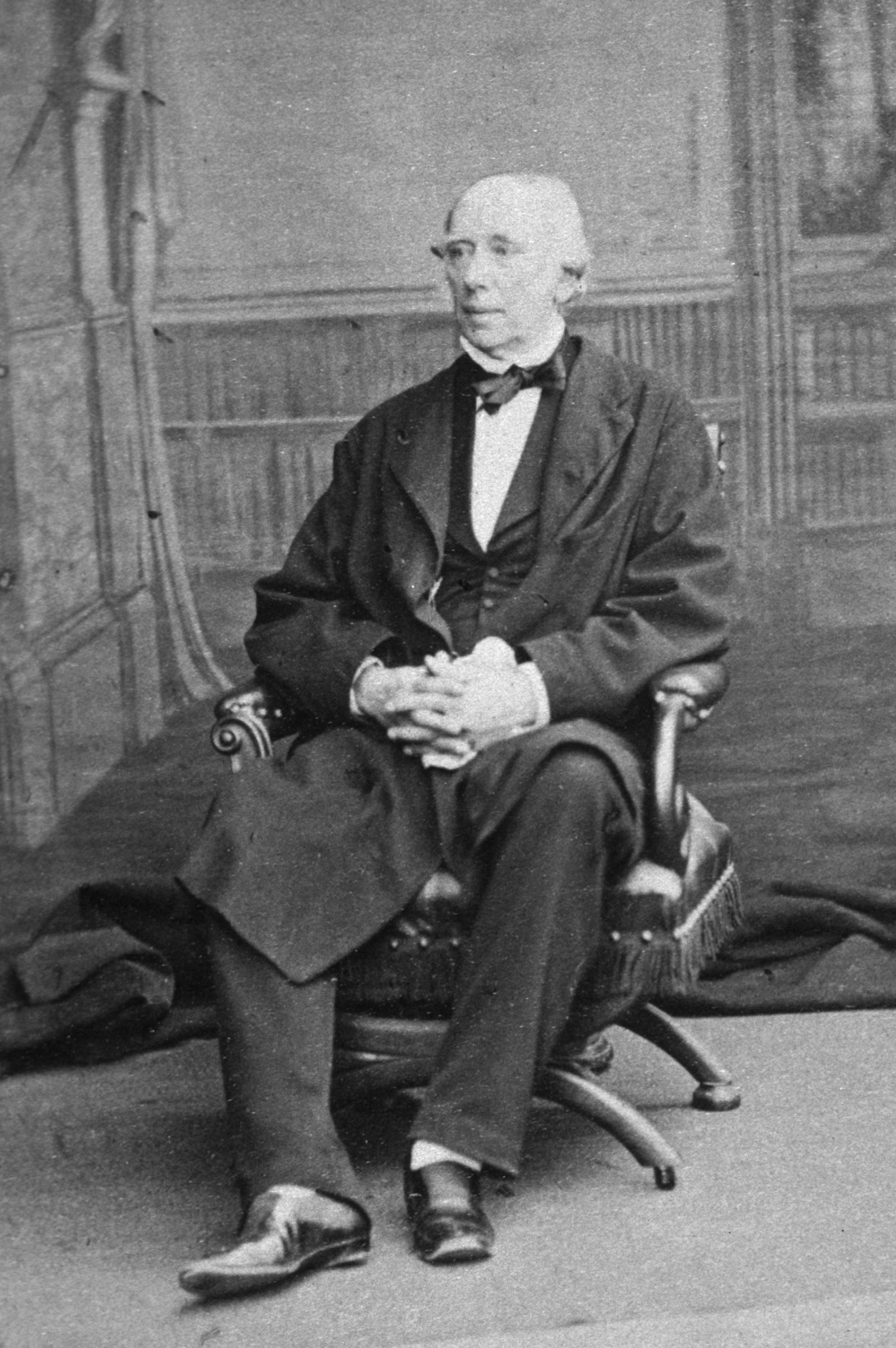
السير تشارلز هاستنغز قبل عامين من وفاته

السير تشارلز هاستنغز (بالإنجليزية: Charles Hastings)‏ ـ (11 يناير 1794 ـ 30 يوليو 1866) هو طبيب وجراح إنجليزي، أسس الرابطة الطبية البريطانية في 19 يوليو 1832، تحت اسم «الرابطة الطبية والجراحية الإقليمية».
عُرف طيلة حياته بأعماله الخيرية، واستثمر أمواله في وضع وتنفيذ تصميمات جديدة للمساكن بهدف تحسين الصحة العامة، وفي تأسيس متحف للتاريخ الطبيعي.
كرمته الملكة فيكتوريا بمنحه لقب «سير» سنة 1850.